# Gran Diccionario Español-Esperanto

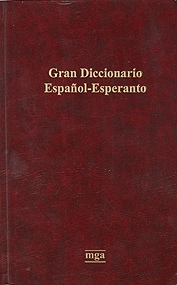

Gran Diccionario Español-Esperanto es un diccionario bilingüe con casi 51.000 entradas en 1279 páginas, compilado por Fernando de Diego. Contiene múltiples ejemplos de uso del vocabulario en frases en castellano así como idiotismos con otros equivalentes en esperanto.
El libro fue editado en 2003 por Miguel Gutiérrez Adúriz en Santander. El volumen encuadernado en formato de 25 cm está registrado bajo ISBN 8492093137.